# Transgression de genre
La transgression de genre est un type de comportement considéré comme transgressant les normes de genre.

## Définition
La transgression de genre qualifie les comportements qui ne respectent pas les normes de genre[réf. souhaitée]. Pour Judith Butler, la transgression de genre est une critique de l’essentialisme. Toujours d’après Butler, la caractérisation de comportements comme des transgressions de genre motive et soutient les discriminations basées sur le genre.

## Exemples
Le cross-dressing est un exemple de transgression de genre. À ce titre, il est puni dans de nombreuses juridictions dans le monde. Pour Judith Butler, les drag queens et drag kings sont également un exemple de transgression de genre en se moquant des normes de genre,.

### Dans le sport
Certains sports sont genrés : le football ou la boxe sont considérés comme masculins, alors que la natation synchronisée ou le gymnastique rythmique sont considérées comme des sports féminins. Pour les sports moins genrés, il existe des variations dans les règles et les pratiques, comme au tennis ou au patinage artistique. Dans ces cas là, la pratique d’un sport ne correspondant pas à son genre est considérée comme une transgression de genre.
Le culturisme, quand il est pratiqué par des femmes, peut-être vu comme une transgression de genre.

## Exploitation de la transgression de genre

### Lutte contre les oppressions systémiques
Kate Bornsten a exploré la transgression de genre grâce à l’archétype de ce qu’elle appelle le « gender outlaw » (que l’on peut traduire par « hors-la-loi du genre »). Elle utilise ce terme pour qualifier les personnes qui transgressent intentionnellement les normes de genre dans un but de lutte contre les systèmes d’oppressions.

### Renforcement des normes hétérosexuelles
La transgression de genre peut-être utilisée afin de représenter les méchants, dans les films d’animation, comme efféminés, et ainsi renforcer les normes de genre hétérosexuelles.